# 艾哈迈德·舒凯里
艾哈迈德·舒凯里（Ahmad Shukeiri，1908年1月1日—1980年2月26日），巴勒斯坦解放组织1964年6月2日在开罗正式宣告成立时的第一任执行委员会主席。